# Karl Angelus Winkhler
Karl Angelus Winkhler (* 1787 in Ungarn; † 15. Dezember 1845 in Pest) war ein Komponist und Klavierpädagoge.

## Leben und Werk
Karl Angelus Winkhler wirkte in Pest (heute in Budapest) als Komponist und Klavierpädagoge. Seine gut 40 mit Opuszahlen versehenen Werke gelten hauptsächlich dem Klavier solo, umfassen aber auch Kammermusik und Musik für Klavier und Orchester. Winkhler steuerte auch eine Variation zu einem Walzer Anton Diabellis bei, der insgesamt 50 zeitgenössische Komponisten zu je einer Variation über einen selbstkomponierten Walzer angeregt hatte, die unter dem Titel „Vaterländischer Künstlerverein“ publiziert wurden; Beethoven verarbeitete das Thema in eigenen Diabelli-Variationen.